# Moreno Aoas Vidal
Moreno Aoas Vidal, mais conhecido como Moreno (São Paulo, 23 de fevereiro de 1983), é um ex-futebolista brasileiro que atuava como lateral esquerdo. Ele é primo do jogador Marquinhos, do goleiro de futsal mineiro Douglas Bagliano Moreno e do guitarrista Lucas Magro Vidal.

## Carreira
Começou sua carreira atuando pelo Corinthians. Jogou os Jogos Pan-Americanos de 2003 em Santo Domingo. Passou ainda por Chiasso-SUI, Atlético-PR e Fortaleza. Em junho de 2007, foi contratado pelo Botafogo, onde fez boas atuações, porém, por sua contratação não ter sido indicada pelo treinado Cuca, Moreno acabou sendo dispensado antes do final do ano. Em janeiro de 2008 foi contratado pela equipe italiana Udinese.
Em janeiro de 2010, foi contratado pelo Guarani.

## Títulos
Corinthians
- Torneio Rio-São Paulo: 2002
- Copa do Brasil: 2002
- Campeonato Paulista: 2003

Fortaleza
- Campeonato Cearense: 2007